# Storsjön (Bjurholms socken, Ångermanland, 708666-163784)
Storsjön är en sjö i Bjurholms kommun i Ångermanland och ingår i Lögdeälvens huvudavrinningsområde. Sjön har en area på 0,911 kvadratkilometer och ligger 231 meter över havet. Storsjön ligger i Lögdeälven Natura 2000-område. Sjön avvattnas av vattendraget Mjösjöån (Strömbäcken).

## Delavrinningsområde
Storsjön ingår i det delavrinningsområde (708826-163722) som SMHI kallar för Utloppet av Storsjön. Medelhöjden är 294 meter över havet och ytan är 10,49 kvadratkilometer. Räknas de 2 avrinningsområdena uppströms in blir den ackumulerade arean 15,93 kvadratkilometer. Mjösjöån (Strömbäcken) som avvattnar avrinningsområdet har biflödesordning 2, vilket innebär att vattnet flödar genom totalt 2 vattendrag innan det når havet efter 75 kilometer. Avrinningsområdet består mestadels av skog (80 procent). Avrinningsområdet har 0,91 kvadratkilometer vattenytor vilket ger det en sjöprocent på 8,7 procent. Bebyggelsen i området täcker en yta av 0,37 kvadratkilometer eller 4 procent av avrinningsområdet.